# Едвардс (округ, Канзас)
Шаблон:StateAbbr_ 37°53′00″ пн. ш. 99°16′00″ зх. д. / 37.8833° пн. ш. 99.2667° зх. д.
Округ Едвардс (англ. Edwards County) — округ (графство) у штаті Канзас, США. Ідентифікатор округу 20047.

## Історія
Округ утворений 1874 року.

## Демографія
За даними перепису 
2000 року 
загальне населення округу становило 3449 осіб, усе сільське.
Серед мешканців округу чоловіків було 1703, а жінок — 1746. В окрузі було 1455 домогосподарств, 956 родин, які мешкали в 1754 будинках.
Середній розмір родини становив 2,94.
Віковий розподіл населення поданий у таблиці:
| Стать    | До 15 років | 15-21 | 22-29 | 30-39 | 40-49 | 50-65 | 65-85 | Понад 85 |
| -------- | ----------- | ----- | ----- | ----- | ----- | ----- | ----- | -------- |
| Чоловіки | 353         | 164   | 133   | 213   | 267   | 277   | 256   | 40       |
| Жінки    | 331         | 155   | 122   | 193   | 256   | 268   | 353   | 68       |

## Суміжні округи
- Поні — північ
- Стаффорд — схід
- Претт — південний схід
- Кайова — південь
- Форд — південний захід
- Годжмен — північний захід

## Виноски
1. ↑  U.S. Decennial Census. United States Census Bureau. Архів оригіналу за 26 квітня 2015. Процитовано 24 липня 2014.
2. ↑  Historical Census Browser. University of Virginia Library. Архів оригіналу за 11 серпня 2012. Процитовано 24 липня 2014.
3. ↑  Population of Counties by Decennial Census: 1900 to 1990. United States Census Bureau. Архів оригіналу за 5 червня 2019. Процитовано 24 липня 2014.
4. ↑  Census 2000 PHC-T-4. Ranking Tables for Counties: 1990 and 2000 (PDF). United States Census Bureau. Архів оригіналу (PDF) за 18 грудня 2014. Процитовано 24 липня 2014.
5. ↑  State & County QuickFacts. United States Census Bureau. Архів оригіналу за 6 серпня 2011. Процитовано 24 липня 2014.(англ.) Наведено за англійською вікіпедією.
6. ↑  American FactFinder. Бюро перепису населення США. Архів оригіналу за 21 травня 2008. Процитовано 31 січня 2008.

| США | Це незавершена стаття з географії США. Ви можете допомогти проєкту, виправивши або дописавши її. |